# 1999 NQ2
1999 NQ2 är en asteroid i huvudbältet som upptäcktes den 9 juli 1999 av den japanska astronomen Takeshi Urata vid Nachi-Katsuura-observatoriet.